# ایبریس
ایبریس (نام علمی: Iberis) نام یک سرده از تیره شب‌بویان است.